# 華咲の湯
華咲の湯（はなさきのゆ）は、静岡県浜松市中央区の舘山寺温泉にある日帰り温泉である。遠鉄観光開発が運営している。

## 泉質
- ナトリウム・カルシウム塩化物温泉(食塩泉）、高張性・中性温泉
  - 源泉温度41.6℃、液性：pH7.2（中性）
  - 湧出量毎分112リットル

## 施設
- 桧香の湯（共同源泉）
- 石景の湯（共同源泉）
- ダイダラボッチの湯（※2022年閉鎖）

## 関連施設
- ホテルウェルシーズン浜名湖
- 浜名湖パルパル

## 歴史
- 2005年、1,850mボーリングを実施して源泉を開発（ホテル九重敷地内水神の松）。
- 2009年6月　華咲の湯としてオープン

## アクセス
- 浜松駅バスターミナル1のりばより、「30舘山寺温泉行き」「30舘山寺温泉　村櫛行き（一部浜名湖ｶﾞｰﾃﾞﾝﾊﾟｰｸ行き）」に乗車し、「ウェルシーズン浜名湖」バス停または「舘山寺温泉」バス停で下車。